# I. e. 170-es évek
Évszázadok: i. e. 3. század – i. e. 2. század – i. e. 1. század
Évtizedek: i. e. 220-as évek – i. e. 210-es évek – i. e. 200-as évek – i. e. 190-es évek – i. e. 180-as évek – i. e. 170-es évek – i. e. 160-as évek – i. e. 150-es évek – i. e. 140-es évek – i. e. 130-as évek – i. e. 120-as évek
Évek: i. e. 179 – i. e. 178 – i. e. 177 – i. e. 176 – i. e. 175 – i. e. 174 – i. e. 173 – i. e. 172 – i. e. 171 – i. e. 170